# Norvegia la Concursul Muzical Eurovision 2010
Norvegia participă la concursul muzical Eurovision 2010, fiind țara gazdă a acestui concurs. Este una din cele 5 țări calificate direct în finală. Concursul de selectare a reprezentantului ei s-a numit Melodi Grand Prix 2010. Finala acestui concurs a avut loc la 6 februarie 2010 și a învins interpretul Didrik Solli-Tangen cu piesa My Heart Is Yours. 